# Rolex Milgauss
La Rolex Oyster Perpetual Milgauss est un modèle de montre introduit par Rolex en 1956 avec le numéro de modèle 6541. Le Milgauss a été conçu pour répondre aux demandes de la communauté scientifique autour des champs électromagnétiques. Premier du genre, il est capable de résister à des champs magnétiques jusqu’à 1 000 gauss et a été reconnu pour être porté par des scientifiques de l'Organisation européenne pour la recherche nucléaire (CERN) à Genève. Sa résistance aux interférences magnétiques provient d'un bouclier à l'intérieur du boîtier en alliages ferromagnétiques, qui protège le mouvement. Ce bouclier est constitué de deux composants, l'un vissé au mouvement et l'autre au boîtier. De plus, son mouvement Calibre 3131 comprend des matériaux paramagnétiques.
Le nom Milgauss est dérivé du français mille, qui signifie mille, et gauss, l'unité d'un champ magnétique.

## Modèle d'origine
La Milgauss d'origine ressemblait beaucoup à l'apparence du Rolex Submariner, avec un boîtier et une lunette surdimensionnés, une couronne Twinlock et un bracelet Oyster riveté. Bien que la Milgauss n'ait subi que deux modèles différents (6541, 1019), elle a subi de nombreuses modifications de configuration avant d'être abandonnée en 1988. Dans les années 1960, Rolex a lancé la Milgauss ref. 1019. Cependant, ce modèle particulier semble si différent de ses prédécesseurs au premier abord que le lien Milgauss (mis à part le texte rouge MILGAUSS) n'est pas immédiatement clair.
La Milgauss reste un modèle recherché parmi les collectionneurs Rolex en raison de ses ventes relativement faibles et de sa popularité au cours des années 1960 et 70 elle est devenue rare sur le marché des montres vintage. Un millésime vintage signé par Tiffany & Co. s'est récemment vendu pour plus de 32 000 dollars.

## Versions

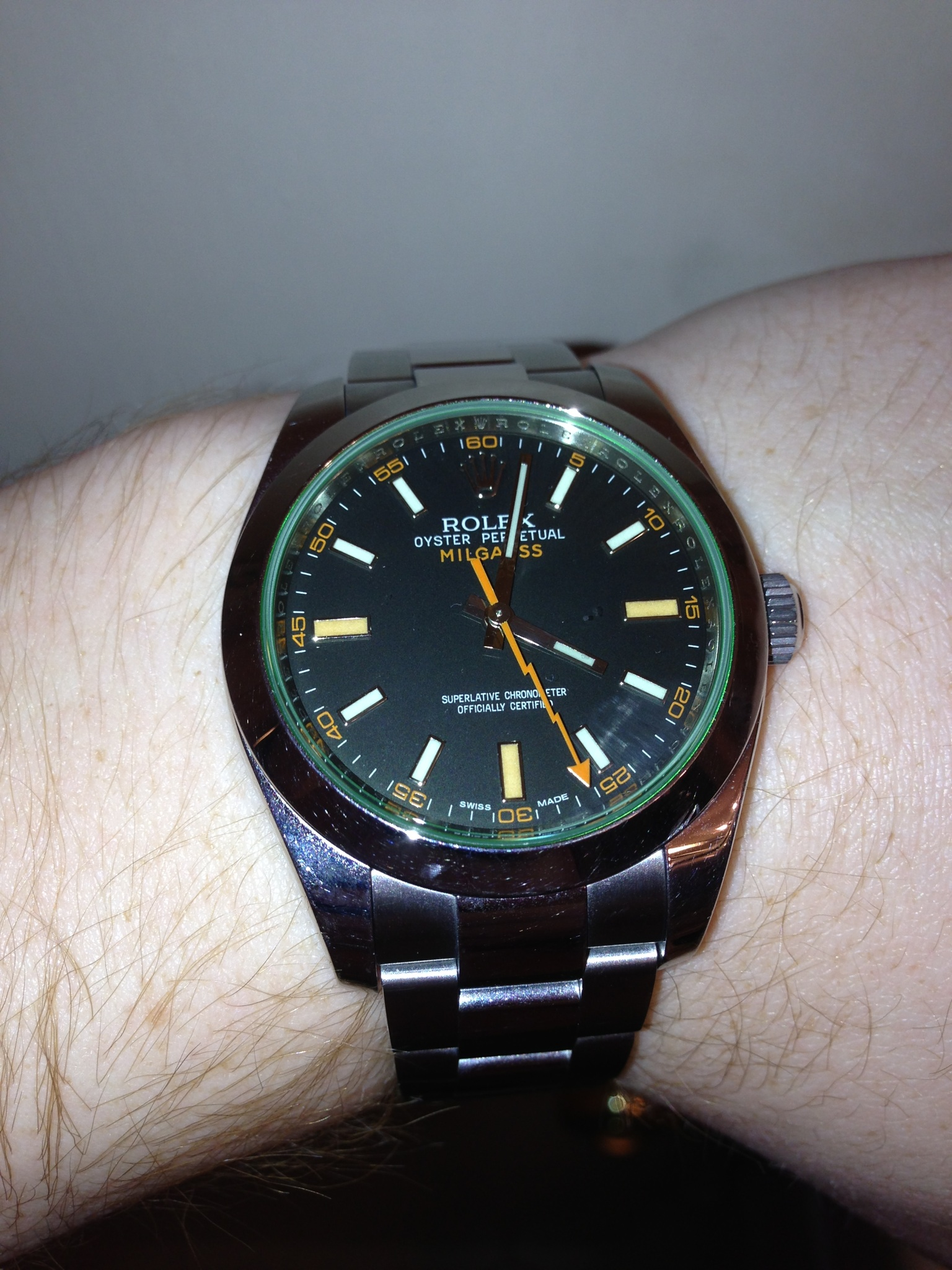
Rolex Milgauss GV (2012).

En 2007, Rolex a ramené la Milgauss après près de deux décennies sous le numéro de modèle 116400. Il existe actuellement deux versions : un cadran bleu ou un cadran noir avec verre saphir teinté vert. La Milgauss est la seule Rolex produite avec un cristal teinté.
En raison de son écran magnétique interne, le Milgauss est plus épais que le Submariner, mais la même largeur et pèse 157 grammes. Le Milgauss est uniquement disponible en acier inoxydable poli 904L, un alliage extrêmement résistant aux rayures et à la corrosion. Outre sa résistance aux champs magnétiques, la caractéristique la plus inhabituelle de la marque Milgauss est sa trotteuse orange, caractéristique unique de la gamme Rolex initialement introduite avec le modèle 6541 Milgauss.
En 2008, le PDSF[Quoi ?] pour ce produit était de 6 200 dollars et le produit était vendu au détail ou en dessous. Le PDSF pour le VG[pas clair] était de 6 575 dollars et il se vendait au-dessus du prix de détail dans la plupart des situations. Peu de temps avant sa sortie, les revendeurs et les détaillants demandaient autant que le double de distribution en prévision du nouveau modèle. En 2017, le PDSF pour une GV Milgauss était de 8 200 dollars.
En 2023, la Milgauss disparaît du catalogue Rolex.